# 채리엇 작전
채리엇 작전은 세계 2차 대전 당시 나치 독일 점령 하에 있던 프랑스의 생나제르 항에 있는 노르망디 건선거에서 영국군과 독일군이 벌인 전투이며, 1942년 3월 28일 영국 연합 작전 사령부의 지원 아래 영국 코만도 부대와 영국 왕립해군이 주도한 작전이다. 건선거를 파괴하여 티르피츠와 같은 독일 군함들이 마땅히 수리할 곳을 없애 군함들의 유지보수를 못하게 하는 것이 주 목적이었으며, 이로 인해 제 구실을 못하게 된 독일 군함들이 영국 해협이나 그린란드-아이슬란드-영국을 잇는 GIUK GAP을 통해 독일로 돌아갈 것임을 예측한 영국군은 왕립 해군의 홈 플릿을 비롯하여 이 지역에 병력을 투입하여 교전에 대비했다.
HMS 캠벨타운 호는 18척의 작은 배들과 함께 영국 해협을 지나 프랑스의 대서양 연안으로 항해하여 노르망디 건선거의 수문을 파괴할 목적으로 수문에 충돌했다. 배 안에는 강철과 콘크리트로 잘 덮여 위장된 시한폭탄이 채워져 있었는데, 작전 다음날 폭발하여 건선거를 못 쓰게 만드는 데 성공한다. 이후 이 건선거는 종전 후 5년이 지날 때까지 사용이 불가능했다.
코만도 부대는 상륙 후 파괴공작을 개시했지만 독일군의 집중 포화로 인해 코만도 부대원들을 영국으로 송환시킬 배들이 침몰하거나 화염에 휩싸여 사실상 기동 불능 상태가 되었고, 따라서 코만도 부대원들은 육로를 통해 도시를 빠져나가기 위해 싸워나가야 했다. 그러나 탄약이 떨어지고 독일군에게 포위당한 대부분의 코만도 부대원들은 항복할 수밖에 없었다.
작전 후 611명의 작전 수행원 중 228명만이 영국에 귀환했는데 169명이 전사하고 215명이 전쟁 포로가 되었다. 독일군 전사자는 360명이 넘었는데 그중 일부는 캠벨타운 호의 폭발로 인해 사망했다. 작전에 참여했던 부대원들은 그들의 용맹을 기리는 의미에서 5개의 빅토리아 훈장을 비롯한 89개의 훈장을 수여받았다. 종전 후 이 작전은 코만도 부대가 영국에서 승리를 이끌어낸 부대에게 주는 훈장 격인 'Battle Honours'를 수훈하는 데 기여했으며 현재 최고의 습격 작전 중 하나로 평가되고 있다.

## 배경

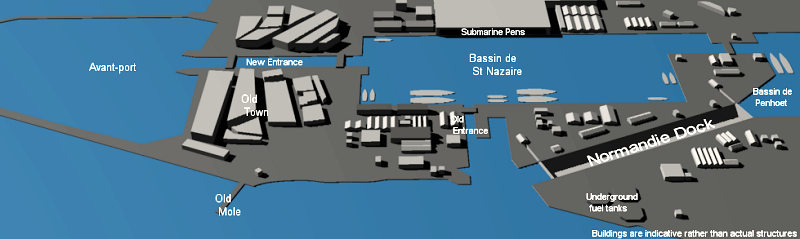
생나제르 항, 1942년

생나제르는 루아르 강의 북쪽 강둑에 위치해 있으며 가장 가까운 영국군 항구와 400km 떨어진 곳이었다. 1942년 당시 5만명의 인구가 거주하고 있었다. 생나제르 항 바깥쪽에 2개의 부두가 대서양 쪽으로 돌출되어 있는 모습을 한 아방 항이 자리잡고 있었는데, 이 항으로 들어가 2개의 문을 통과하면 생나제르 정박소(Bassin de St Nazaire)가 눈에 보인다. 이 2개의 문이 정박소 내의 물의 양을 조절하여 조수의 영향을 받지 않게 했다.
여기서 내부로 들어가면 더 큰 규모를 가진 핀외트 정박소(Bassin de Penhoët)가 보이는데 이곳에서는 1만 톤까지 선박을 적재할 수 있었다. 그리고 생나제르 정박소로 통하는 오래된 출입구가 노르망디 건선거 남서쪽에 하나 있었다. 여기서 노르망디 건선거는 원양 정기선 SS 노르망디 호를 정박시키기 위해 만들어졌는데 1932년에 완공됐을 당시 세계에서 가장 큰 건선거였다. 그리고 아방 항의 남쪽 부두와 건선거 남서쪽의 오래된 출입구 사이에는 루아르 강쪽으로 돌출된 '오래된 부두(Old Mole)'라 불리는 둑 하나가 있었다.
1941년 5월 24일 덴마크 해협 해전이 일어나면서 독일군의 비스마르크 호와 프린츠 오이겐 호에 의해 영국군의 HMS 후드 호가 격침되고 HMS 프린스 오브 웨일스 호도 심각한 타격을 입으면서 전장에서 퇴역하게 된다. 전투로 인한 피해를 입은 쪽은 비스마르크 호도 예외가 아니었기에 수리를 할 필요가 있었고, 당시 대서양에서 비스마르크 호만큼 큰 배를 정박할 수 있는 건선거는 독일군 진영 안에서는 생나제르 밖에 없었기에 비스마르크 호는 생나제르로 향하나 비스마르크 추격전에서 영국군에 의해 끝내 격침당한다.
이렇듯 독일군이 생나제르를 군함 수리 용도로 사용하려 하자, 그 해 말 영국에서는 처음으로 생나제르를 공격하자는 제안이 나온다. 영국 해군 정보 부서에서 코만도를 통해 생나제르를 습격하는 방안을 제시한 것이다. 다음 해인 1942년 초에 독일군의 티르피츠 호가 전장에서 활동 중이었고 영국 왕립해군과 영국 왕립공군은 이 배를 격침시킬 계획을 세우고 있었는데, 영국 연합 작전 사령부에서는 만약 티르피츠 호가 영국 해군의 방어선을 뚫고 대서양으로 진출하면 어떻게 될지에 대한 시나리오를 구성하고 있었다. 사령부는 티르피츠 호가 대서양에서 정박 가능한 곳은 생나제르밖에 없다고 판단했으며, 더욱이 티르피츠 호가 수리를 해야 하는 상황이라면 생나제르로 갈 것임은 틀림없어 보였다. 이에 따라 사령부는 생나제르를 파괴할 경우 독일군이 굳이 티르피츠 호를 적진을 뚫고 대서양으로 내보내는 위험을 감수하지 않을 것이라고 결론을 내리고, 작전을 세우기 시작한다.
우선 항구를 파괴하기 위한 계획을 세우기 위해 사령부는 몇 가지 옵션을 내놓았는데 일단 공군으로 생나제르 항에 폭격을 가하기에는 어려움이 있었다. 당시에는 목표물 폭격에 대한 정밀도가 떨어져서 목표물을 작정하고 파괴하려면 그 주변 일대까지 모두 폭격이 가해질 수밖에 없었는데, 이는 시민 사상자가 발생할 가능성이 컸다. 당시 영국 정부는 시민 사상자를 내는 것을 피하고 있었으므로, 공군 폭격 방안은 옵션에서 제외되었다.
그러자 영국 특수 작전 집행부에서는 자신의 집행부 소속 요원을 파견해서 생나제르 항을 파괴하는 방안을 검토했다. 그러나 여기에도 어려움이 있었는데, 생나제르 항을 파괴하기 위한 폭발물들을 운반하는 데 필요한 요원 수가 너무 많아 집행부에서 감당할 수가 없었기 때문이다. 영국 왕립해군 또한 마찬가지로 투입이 어려웠는데, 생나제르로 가려면 루아르 강 어귀를 따라 8km가량 되는 거리를 올라가야 했는데 그 시간 동안 배가 적진에게 노출될 우려가 커서 함부로 배를 내보낼 수 없었다.
이들은 위와 같은 고심 끝에 코만도 부대원들을 파견하여 임무를 수행하는 계획을 내놓는데, 밀물로 인해 해수면이 평소보다 상승하는 그 해 3월에 때를 맞추면 가벼운 배로 항구까지 도달할 수 있음을 알아냈다. 밀물 때여도 보병 상륙선이 드나들기에는 수심이 너무 얕았지만, 사령부는 구축함의 무게를 줄이면 배가 물에 잠기는 부분이 적어져 충분히 물에 뜰 수 있을 것이라고 판단했다.